# Oberea clara
Oberea clara är en skalbaggsart som beskrevs av Francis Polkinghorne Pascoe 1866. Oberea clara ingår i släktet Oberea och familjen långhorningar. Inga underarter finns listade i Catalogue of Life.